# Schistochilopsis setosa
Schistochilopsis setosa är en bladmossart som först beskrevs av William Mitten, och fick sitt nu gällande namn av Konstant.. Schistochilopsis setosa ingår i släktet Schistochilopsis och familjen Scapaniaceae. Inga underarter finns listade i Catalogue of Life.